# Claudine Hermann
Claudine Hermann   (12è districte de París, 19 de desembre de 1945 - Villejuif, 17 de juliol de 2021) va ser una física francesa i professora emèrita a l'École Polytechnique de París. Especialista en la física dels sòlids, Hermann va ser la primera dona nomenada Professora a l'École Polytechnique l'any 1992. Des d'aleshores, a més de la seva activitat científica en el camp de la física, va estudiar la situació de les dones científiques a Europa Occidental i va promoure la ciència per a noies, mitjançant articles i conferències a França i a l'estranger. A més, va ser presidenta d'honor de l'associació francesa Femmes & Sciences (en català: dones i ciències) que va cofundar el 2000 i també va ser presidenta de l' European Platform of Women Scientists EPWS (en català: Plataforma Europea de Dones Científiques) des de setembre de 2017.

## Carrera científica i professional
Hermann va estudiar a l'École normale supérieure de jeunes filles, on es va graduar el 1969. El 1976, va obtenir el títol de doctora en Física de l'Estat Sòlid amb la defensa de la seva tesi sobre l'antimoni de gal·li, titulat: "Bombeig òptic de l'antimoni de gal·li: detecció òptica de la ressonància electrònica". Des de l'any 1969 professora universitària, primer associada de física a l'École Normale Supérieure de Paris i més endavant, el 1980, lectora a l'École Polytechnique, el seu camp de recerca sempre va ser l'òptica dels sòlids. El 1992, es va convertir en la primera dona en obtenir una plaça fixa de professora a l'École Polytechnique. De 1980 a 2005 va ser sotsdirectora del Laboratori de Física de Matèries Condensades. El 1998, va passar un any com a investigador visitant a la Universitat Nagoya al Japó. Finalment, l'any 2005 es converteix en professora emèrita.
Tot el treball Hermann s'ha centrat en l'estudi de les propietats òptiques dels sòlids, en particular de la fotoemissió d'electrons polaritzats; com també el bombeig òptic en semiconductors i l'òptica de camp proper. Hermann va desenvolupar tècniques per mesurar òpticament la ressonància de l'Espín en materials semiconductors i va demostrar la massa efectiva del forat del InGaAs.

### Dones i ciència
En paral·lel a la seva investigació en matèria condensada, Hermann va treballar per millorar les condicions de les dones que treballen en l'àmbit de la ciència i promocionar la participació de les noies, i del públic femení en general en la ciència, mitjançant articles i conferències. Després del seu nomenament com a primera dona professora de física a l'École Polytechnique, Claudine Hermann es consciencia del dèficit de dones en els sectors científics i dedica part dels seus esforços a accions institucionals per a la visibilització i millora de la situació. Amb aquest objectiu, va treballar durant molts anys en equip amb Huguette Delavault (1924-2003), professora de matemàtiques a la Universitat de Paris.
El 2000, Claudine Hermann va ser membre del grup d'experts de la Direcció General (DG) de Recerca de la Comissió Europea que va elaborar l'informe ETAN ("Science policies in the European Union: Promoting excellence through mainstreaming gender equality") sobre les dones en els àmbits acadèmics de recerca de l'Europa Occidental. Del 1999 al 2006, va ser representant francesa dins del grup Dones i Ciència de la Direcció General (DG) de Recerca (grup de Hèlsinki). El 2000, va fundar conjuntament amb Huguette Delavault, Françoise Cyrot-Lackman, Françoise Gaspard, Colette Kreder et l'association femmes et mathématiques (en català: l'associació de dones i matemàtiques) l'associació Femmes & Sciences (en català: Dones & Ciències) i en va ser la primera presidenta. Actualment és presidenta d'honor. El 2005, Hermann va contribuir a la fundació de la Plataforma Europea de Dones Científiques (EPWS), que reuneix unes 100 associacions i 12.000 dones científiques; de la qual va ser vicepresidenta (2009-2017) i presidenta des del 2017.
Claudine Hermann va ser autora de més de 80 treballs en física i 40 en el camp de la dona i la ciència.